# Usine Motte-Bossut
L’usine Motte-Bossut est une usine roubaisienne du secteur du textile qui a fermé en 1982.
Elle héberge maintenant les Archives nationales du monde du travail.

## Histoire
La société Motte-Bossut est fondée par Louis Motte-Bossut en 1843. Il fait construire, entre 1843 et 1845, une filature de coton sur l'un des annexes du canal de Roubaix. Elle est conçue selon un modèle anglais et équipée d'un nouveau système de filature de coton dit self-acting. Partiellement détruite par un incendie dès 1845, elle est reconstruite et agrandie l'année suivante pour accueillir 44 000 broches. On l'appelle « la filature monstre », sa capacité de production étant supérieure à l'ensemble des autres unités de Roubaix et Tourcoing. En 1866, elle est détruite complètement par un incendie et la production est reportée sur « l'annexe », construite à l'épreuve du feu en 1862, sur l'autre rive du canal. Agrandie à cette occasion, elle est à l'origine du bâtiment actuel. En 1877, la société  investit dans une filature de laine qui est érigée sur le terrain en vis-à-vis et les deux filatures sont reliées par une passerelle. En 1891, la passerelle sera remplacée par un nouveau bâtiment qui réunit complètement l'ensemble. À la même époque, deux tours sont construites pour marquer l'entrée de l'usine, la première à l'ouest en 1889, la seconde à l'est en 1891.
Fleuron de l'architecture industrielle du Nord, l'usine est inscrite au titre des Monuments Historiques en 1978. Victime de la récession dans le secteur textile, l'usine dépose le bilan et 1981 et cesse ses activités en 1982. Elle est rachetée par la ville de Roubaix, qui fait don à l'État du corps principal de la filature. Réhabilité par l'architecte Alain Sarfati entre 1989 et 1993, il abrite à présent le Centre des Archives nationales du monde du travail. Les bâtiments donnant sur le boulevard Leclerc sont eux aussi réhabilités et accueillent aujourd'hui le Téléport et le Centre international de la communication.